# L'Enfant et les sortilèges
L'Enfant et les sortilèges è un'opera in due parti, composta da Maurice Ravel fra il 1919 ed il 1925, in collaborazione con Colette che scrisse il libretto intitolato inizialmente Divertissement pour ma fille. Si tratta della seconda ed ultima opera lirica di Ravel, dopo L'Heure espagnole (1907). Capolavoro di orchestrazione, L'Enfant et les sortilèges viene spesso eseguita in forma di concerto a causa dei continui cambi di scena previsti dalla storia. 
Il 21 marzo 1925 avvenne la première nella Salle Garnier del Grand Théâtre de Monte Carlo, orchestra diretta da Victor de Sabata, coreografia di George Balanchine, regia di Raoul Gunsbourg. La prima a Parigi fu il 1 febbraio 1926 al Théâtre national de l'Opéra-Comique con la direzione di Albert Wolff.

## Trama
In una vecchia casa di campagna in Normandia, nel primo pomeriggio, un bambino di sette anni, brontola davanti ai suoi compiti di scuola. La madre entra nella stanza e si arrabbia per la pigrizia del figlio. Il bimbo punito, preso da un accesso di collera getta la tazza e la teiera a terra, martirizza lo scoiattolo nella sua gabbia, tira la coda al gatto, attizza la brace con un attizzatoio, rovescia il bollitore, lacera il suo libro, strappa la carta da parati e demolisce il vecchio orologio.  "Sono libero, libero, cattivo e libero!…"  Esausto, si lascia cadere nella vecchia poltrona… ma questa arretra. Comincia allora il gioco fantastico. Uno dopo l'altro, gli oggetti e gli animali si animano, parlano e minacciano il bambino allibito. Nella casa e poi nel giardino, le creature espongono le loro lamentele e la volontà di vendetta. Mentre il bambino chiama sua madre, tutte le creature si gettano su di lui per punirlo. Ma prima di svenire egli si appresta a curare il piccolo scoiattolo da lui in precedenza ferito. Prese dal rimorso, le creature si scusano e lo riportano da sua madre.

## Musica
L'Enfant et les sortilèges è costituita da una successione di quadri indipendenti costituiti da una moltitudine di generi musicali, dal jazz al foxtrot passando per il ragtime, la polka, il valzer ed infine un coro di musica sacra. Con quest'opera Ravel ebbe modo di dimostrare le sue capacità di compositore e di orchestratore, che gli consentirono di tradurre in suoni tutte le onomatopee contenute nel libretto di Colette, utilizzando spesso come strumenti oggetti inconsueti come la grattugia per il formaggio, la raganella a manovella, la frusta, i crotali, un ceppo di legno, o strumenti desueti come eoliofoni, flauto a coulisse ed il nuovissimo, per l'epoca, ed originale luthéal. Più vicino alle attuali commedie musicali che ad un'opera, L'Enfant et les sortilèges è un lavoro senza precedenti nel repertorio di Ravel: esprime la sensibilità del compositore e nello stesso tempo rivela il suo gusto per l'incantesimo e la minuziosità della sua orchestrazione. Le soluzioni musicali di Ravel sono in linea con l'umorismo e il non conformismo del libretto di Colette. Come spesso accade alle opere innovatrici e singolari, l'accoglienza dell'opera all'epoca della prima esecuzione - avvenuta il 21 marzo 1925, davanti al pubblico monegasco - non fu delle migliori. In seguito, tuttavia, l'opera ha riscosso un notevole successo, sia tra i bambini che tra il pubblico degli adulti.
La durata dell'opera è di circa 45 minuti.

## Organico orchestrale
Tre flauti (il terzo anche ottavino), tre oboi (il terzo anche corno inglese), quattro clarinetti (il terzo anche clarinetto piccolo e il quarto clarinetto basso), tre fagotti (il terzo anche controfagotto), quattro corni, tre trombe, tre tromboni, basso tuba, flauto a coulisse, timpani, crotali, castagnette, macchina del vento, woodblock, tamburo, frusta, tam-tam, gratta-formaggio, xilofono, celesta, pianoforte preparato, arpa, archi   

## Discografia selettiva
- 1961 : Lorin Maazel (direttore d'orchestra), Orchestre national de France (Orchestre national de la Radiodiffusion française), Deutsche Grammophon
- 1948 : Ernest Bour (direttore d'orchestra)